# Informe Robbins
El Informe Robbins (elaborado por un Comité en Educación Superior presidido por Lionel Robbins) fue encargado por el Gobierno británico y publicado en 1963. El Comité trabajó durante dos años, de 1961 a 1963, y sus conclusiones fueron aprobadas por el Gobierno del Reino Unido el 24 de octubre de 1963.

## Informe

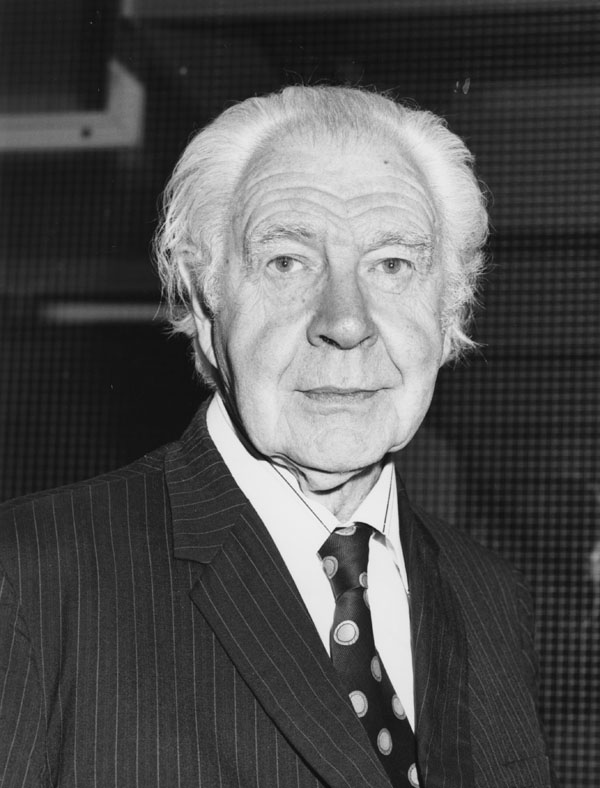
Lionel Robbins, c. 1970.

Entre algunas de las propuestas de aplicación inmediata, se decía que todos los llamados Colleges of Advanced Technology tendrían que pasar a manos de las universidades. Consiguientemente, el número de alumnos y profesores de los centros universitarios aumentó considerablemente. De 197.000 alumnos universitarios nuevos en el curso 1967-68, se pasó a 217.000 en el año académico 1973-74, es decir, un 10% de aumento, "la mayor ampliación" habida hasta el momento.
El informe también concluía que los puestos universitarios no podrían ser reservados para una élite, sino que "tendrían que estar disponibles para todo aquel en que concurrieran capacidad y logro" (el llamado principio Robbins) y que tales instituciones tendrían que tener cuatro objetivos principales y/o esenciales a cualquier sistema equilibrado: instrucción en habilidades; promoción de los poderes generales de la mente con el objeto de producir no meros especialistas, sino hombres y mujeres cultivados; búsqueda del equilibrio entre la investigación y la enseñanza, es decir, la enseñanza no tendría que estar separada de la búsqueda de la verdad; y, por último, la transmisión de una cultura común, con estándares comunes para la ciudadanía."
Uno de los puntos más interesantes del Informe citado recoge como un objetivo para la educación de un graduado universitario la idea de que "en la Universidad no existen autoridades definitivas, no hay ninguna ortodoxia  que el alumno tenga que suscribir."
En el capítulo X se recomienda la creación del Council for National Academics Awards, es decir, un Consejo Nacional de Premios Universitarios.

## Autores
Lionel Robbins sería nombrado más tarde primer rector de la Universidad de Stirling, en 1968. Como nota al margen, el experto que asesoró al Comité en Investigación y colaboró a la redacción del Informe, Richard Layard, se convirtió en un famoso economista británico.